# 博内特
博内特，是西班牙卡斯蒂利亚-拉曼恰自治区阿尔瓦塞特省的一个市镇。 总面积125km²，2001年普查人口總數為1197人，人口密度為每平方公里10人。